# Stanislas Sorel
Pour les articles homonymes, voir Sorel.
Stanislas Sorel (né le 3 février 1803 à Putanges et mort le 16 mars 1871 à Paris) est un ingénieur et inventeur français, intrigué par la chimie, et fils d'un pauvre horloger.
Sorel a déposé un brevet le 10 mai 1837 pour une méthode de galvanisation,. Cette méthode est à la base de la galvanisation à chaud moderne.
Le Jury Central sur les Produits de l'Industrie Française décerne à Sorel la médaille d'or en 1839. Elle la lui décerne une seconde fois en 1844 ainsi qu'à la compagnie Saint-Pol qui exploite le procédé de galvanisation. 
En 1857, Sorel enregistre un brevet sur un nouveau type de peinture à base d'oxychlorure de zinc, proche du blanc de zinc, nettement moins toxique que le blanc de plomb à base de céruse, un carbonate basique de plomb (2 PbCO3·Pb(OH)2). 
En 1867, Sorel crée une nouvelle formulation de ciment à partir d'une combinaison d'oxyde de magnésium et de chlorure de magnésium, qui a une remarquable capacité à se lier avec d'autres matières et accueillir une grande variété de charges. 
Le ciment Sorel (en), nom sous lequel il est connu, est utilisé en quantités assez limitées pour certaines applications spécialisées : pierre de meules, carreaux, pierre artificielle et même ivoire artificiel (notamment pour les boules de billard). Il est plus résistant à l'abrasion et aux chocs que le ciment Portland,, mais sa mauvaise résistance à l'eau et sa très haute teneur en ions chlorures responsables de la corrosion localisée (corrosion par piqûres) des armatures en acier des bétons armés rendent impropre son usage pour les travaux de construction et de génie civil. 
En outre, les ressources minérales naturelles en magnésium pur (périclase et magnésite) nécessaires à la production de l'oxyde et du chlorure de magnésium sont assez rares et onéreuses. De surcroît, la production du chlorure de magnésium nécessite aussi celle de l'acide chlorhydrique et de l'acide sulfurique, et donc une telle filière industrielle à très grande échelle serait beaucoup plus polluante que celle du ciment Portland, qui ne requiert que la calcination à haute température d'un mélange de calcaire (80 %) et d'argile (20 %).